# Masdevallia sulphurella
Masdevallia sulphurella är en orkidéart som beskrevs av Willibald Königer. Masdevallia sulphurella ingår i släktet Masdevallia och familjen orkidéer.
Artens utbredningsområde är Peru. Inga underarter finns listade i Catalogue of Life.